# 澳洲小齒䱛
澳洲小齒䱛為輻鰭魚綱鱸形目鱸亞目石首魚科的其中一種，分布於中東太平洋區，從加利福尼亞灣至祕魯海域，棲息深度2-38公尺，體長可達25公分，棲息在沙底質的海灣及潟湖，可做為食用魚。

## 外部連結
澳洲小齒䱛的圖片